# Imana
Imana est le dieu unique ancestral des Rwandais et des Burundais. Imana, encore connu sous le nom de Imen et Amon, est également la représentation du dieu unique dans la mythologie égyptienne. Des croyances kemets toujours présentes dans le paradigme afrocentriste.   
Sa grande similitude avec le Dieu judéo-chrétien (Être Suprême, créateur de l'univers, unique, éternel, omniprésent, transcendant, invisible) a favorisé le maintien de ce nom chez les convertis au christianisme, malgré les tentatives contraires des premiers missionnaires.